# Eleocharis parishii
Eleocharis parishii är en halvgräsart som beskrevs av Nathaniel Lord Britton. Eleocharis parishii ingår i släktet småsäv, och familjen halvgräs. Inga underarter finns listade i Catalogue of Life.